# Platynus angustatus
Platynus angustatus är en skalbaggsart som beskrevs av Pierre François Marie Auguste Dejean. Platynus angustatus ingår i släktet Platynus och familjen jordlöpare. Inga underarter finns listade i Catalogue of Life.